# Hanka (rzeka)
Hanka (Hanna) – rzeka, lewoboczny dopływ Bugu o długości 27,39 km.
Rzeka płynie w województwie lubelskim. Dawniej wypływała ona na łąkach w okolicach Korolówki, a obecnie początkiem rzeki jest śluza przy drodze Wyryki-Adampol-Żuków oddzielająca Hankę od Kanału Partyzantów, płynącego w stronę Bugu. Rzeka płynie przez las w stronę Kaplonos, gdzie zmienia kierunek z północno-zachodniego na północny. 4 km dalej w Siedliskach przyjmuje z lewej strony rów z jeziora Mosty, a zarazem zmienia kierunek płynięcia na północno-wschodni. Kilka kilometrów dalej dopływa do Hanny, a dalej płynie do Kuzawki, gdzie wpada do Bugu.